# دستور نيكاراغوا
دستور نيكاراغوا شهد إصلاحات نتيجة المفاوضات التي جرت بين السلطتين التنفيذية والتشريعية في عام 1995م. أدخل الساندينيون في دستور 1987 صلاحيات جديدة واسعة النطاق واستقلالية للمجلس الوطني، بما في ذلك السماح للمجلس بتجاوز الفيتو الرئاسي بأغلبية بسيطة في التصويت وإلغاء قدرة الرئيس على نقض مشروع قانون. يتم انتخاب كل من رئيس وأعضاء المجلس الوطني لفترات متزامنة لمدة خمس سنوات.

## وصلات خارجية
- (بالإسبانية) Asamblea Nacional de Nicaragua